# Bray-sur-Seine
Bray-sur-Seine és un municipi francès, situat al departament del Sena i Marne i a la regió d'Illa de França. L'any 2007 tenia 2.182 habitants.
Forma part del cantó de Provins, del districte de Provins i de la Comunitat de comunes Bassée-Montois.

## Demografia

### Població
El 2007 la població de fet de Bray-sur-Seine era de 2.182 persones. Hi havia 904 famílies, de les quals 338 eren unipersonals (93 homes vivint sols i 245 dones vivint soles), 248 parelles sense fills, 211 parelles amb fills i 107 famílies monoparentals amb fills.
La població ha evolucionat segons el següent gràfic:
Habitants censats

### Habitatges
El 2007 hi havia 1.087 habitatges, 921 eren l'habitatge principal de la família, 22 eren segones residències i 145 estaven desocupats. 590 eren cases i 426 eren apartaments. Dels 921 habitatges principals, 369 estaven ocupats pels seus propietaris, 525 estaven llogats i ocupats pels llogaters i 27 estaven cedits a títol gratuït; 93 tenien una cambra, 92 en tenien dues, 219 en tenien tres, 243 en tenien quatre i 275 en tenien cinc o més. 448 habitatges disposaven pel capbaix d'una plaça de pàrquing. A 437 habitatges hi havia un automòbil i a 234 n'hi havia dos o més.

### Piràmide de població
La piràmide de població per edats i sexe el 2009 era:
| Homes | Edats   | Dones |
| ----- | ------- | ----- |
| 0     | 95 o +  | 8     |
| 0     | 90 a 94 | 20    |
| 20    | 85 a 89 | 60    |
| 8     | 80 a 84 | 56    |
| 48    | 75 a 79 | 80    |
| 36    | 70 a 74 | 60    |
| 48    | 65 a 69 | 48    |
| 56    | 60 a 64 | 64    |
| 20    | 55 a 59 | 24    |
| 72    | 50 a 54 | 56    |
| 96    | 45 a 49 | 84    |
| 112   | 40 a 44 | 88    |
| 72    | 35 a 39 | 64    |
| 56    | 30 a 34 | 76    |
| 80    | 25 a 29 | 64    |
| 88    | 20 a 24 | 92    |
| 96    | 15 a 19 | 60    |
| 76    | 10 a 14 | 52    |
| 48    | 5 a 9   | 76    |
| 64    | 0 a 4   | 56    |

## Economia
El 2007 la població en edat de treballar era de 1.324 persones, 948 eren actives i 376 eren inactives. De les 948 persones actives 800 estaven ocupades (416 homes i 384 dones) i 148 estaven aturades (73 homes i 75 dones). De les 376 persones inactives 110 estaven jubilades, 110 estaven estudiant i 156 estaven classificades com a «altres inactius».

### Ingressos
El 2009 a Bray-sur-Seine hi havia 1.015 unitats fiscals que integraven 2.323,5 persones, la mediana anual d'ingressos fiscals per persona era de 15.556 €.

### Activitats econòmiques
Dels 159 establiments que hi havia el 2007, 1 era d'una empresa extractiva, 3 d'empreses alimentàries, 1 d'una empresa de fabricació de material elèctric, 6 d'empreses de fabricació d'altres productes industrials, 14 d'empreses de construcció, 38 d'empreses de comerç i reparació d'automòbils, 5 d'empreses de transport, 16 d'empreses d'hostatgeria i restauració, 2 d'empreses d'informació i comunicació, 13 d'empreses financeres, 9 d'empreses immobiliàries, 15 d'empreses de serveis, 23 d'entitats de l'administració pública i 13 d'empreses classificades com a «altres activitats de serveis».
Dels 53 establiments de servei als particulars que hi havia el 2009, 1 era una oficina d'administració d'Hisenda pública, 1 gendarmeria, 1 oficina de correu, 5 oficines bancàries, 1 funerària, 7 tallers de reparació d'automòbils i de material agrícola, 1 taller d'inspecció tècnica de vehicles, 1 autoescola, 2 paletes, 1 guixaire pintor, 6 fusteries, 1 lampisteria, 2 electricistes, 6 perruqueries, 9 restaurants, 5 agències immobiliàries, 2 tintoreries i 1 saló de bellesa.
Dels 16 establiments comercials que hi havia el 2009, 2 eren supermercats, 1 un supermercat, 1 una botiga de més de 120 m², 2 fleques, 3 carnisseries, 1 una peixateria, 1 una llibreria, 1 una sabateria, 1 una botiga de mobles, 1 una botiga de material de revestiment de parets i terra, 1 una perfumeria i 1 una joieria.
L'any 2000 a Bray-sur-Seine hi havia 4 explotacions agrícoles.

## Equipaments sanitaris i escolars
El 2009 hi havia 2 farmàcies i 3 ambulàncies.
El 2009 hi havia 1 escola maternal i 2 escoles elementals. Bray-sur-Seine disposava d'un col·legi d'educació secundària amb 554 alumnes.

## Poblacions més properes
El següent diagrama mostra les poblacions més properes.